# 勝獅貨櫃企業
勝獅貨櫃企業有限公司（港交所：0716）是一家在香港交易所上市的工業公司。主要業務是貨櫃製造、貨櫃場、碼頭及中流作業等。公司在香港註冊，主席為張松聲。2004年資產淨值為USD 180,737,000 ，純利為USD 39,636,000 。
因全球供應鏈擾亂導致集裝箱需求增長以及乾集裝箱平均售價上升，2021年度集團盈利不少於1.8億美元，按年增38.3倍。由於經營業績明顯改善，銷售量及毛利率均有顯著上升；定製集裝箱之需求亦錄得迅速增長，特別是有關可再生能源及環保的定製集裝箱，為此利潤改善的部分因素。
1. ↑  勝獅貨櫃曾飈逾兩成 集團料去年度盈利大增38倍 （页面存档备份，存于），2022年1月17日，明報